# Nexus Q
Nexus Q — це пристрій сімейства Google Nexus для трансляції медіа-контенту. Пристрій працює на операційній системі Android 4.0 Ice Cream Sandwich та інтегрується із магазином медіа контенту та програм Google Play. Вперше представлений в червні 2012 на Google I/O за ціною $299. Має форму кулі.

## Історія
Nexus Q був вперше анонсований 27 червня 2012 року на конференції Google I/O. Рання версія цього пристрою мала форму ромбу та називалась «Project Tungsten».

## Відгуки в пресі
Ведучий технологічної рубрики The New York Times Девід Пог написав у своєму огляді: «Очевидно, Google має великі плани щодо цього пристрою. Його розміри та ціна занадто великі у порівнянні з досить обмеженими можливостями. Наразі я вважаю, що єдиними потенційними покупцями цієї чорної кулі під назвою Nexus Q є люди, що колекціонують кулі для боулінгу у своїй вітальні.»